# Lankascincus
Lankascincus es un género de lagartos perteneciente a la familia Scincidae. Se distribuyen por Sri Lanka.

## Especies
Según The Reptile Database:
- Lankascincus deignani (Taylor, 1950)
- Lankascincus deraniyagalae Greer, 1991
- Lankascincus dorsicatenatus (Deraniyagala, 1953)
- Lankascincus fallax (Peters, 1860)
- Lankascincus gansi Greer, 1991
- Lankascincus greeri Batuwita & Pethiyagoda, 2007
- Lankascincus munindradasai Mendis Wickramasinghe, Rodrigo, Dayawansa & Jayantha, 2007
- Lankascincus sripadensis Mendis Wickramasinghe, Rodrigo, Dayawansa & Jayantha, 2007
- Lankascincus taprobanensis (Kelaart, 1854)
- Lankascincus taylori Greer, 1991